# Estació de Bilbao Intermodal
L'estació de Bilbao Intermodal, anteriorment coneguda com a Termibus, és la principal terminal d'autobusos de la vila de Bilbao, on s'ofereix la totalitat de les línies interurbanes de llarg recorregut que operen a la ciutat, a més de certes línies del servei públic provincial Bizkaibus.
Les obres de construcció de la nova estació de Bilbao Intermodal van concloure a l'octubre de 2019 i compta amb quatre plantes sota rasant, 30 dàrsenes i més de 500 places d'aparcament. L'estació és de titularitat municipal i va ser construïda per l'empresa adjudicatària Amenabar a canvi d'"una parcel·la en espècie i l'explotació de la pròpia estació i el seu aparcament durant els propers quaranta anys".
La seva data de reinauguració va ser el 27 de novembre, i va entrar en servei dos dies després.